# Louis Picamoles
Louis Picamoles (ur. 5 lutego 1986 w Paryżu) – francuski rugbysta, grający w trzeciej linii młyna w zespole Stade Toulousain oraz w reprezentacji narodowej. Zdobywca srebrnego medalu podczas Pucharu Świata w Rugby w 2011.

## Kariera klubowa
Związany był z klubem Montpellier od 1999 roku. Zadebiutował w pierwszej drużynie w sezonie 2004/2005, a od roku 2007 regularnie występował w pierwszym składzie. Grę w tym zespole zakończył dużym osiągnięciem, wybrany został bowiem do najlepszej piętnastki sezonu 2007/08 ligi francuskiej.
W roku 2009 podpisał czteroletni kontrakt z zespołem Stade Toulousain. Z drużyną tą w sezonie 2009/10 wygrał Puchar Heinekena oraz mistrzostwo Francji w dwóch następnych sezonach. W 2013 roku przedłużył kontrakt o kolejne trzy lata, a jego kwota wynosiła 25 tysięcy euro miesięcznie. W 2014 roku był nominowany do wyróżnienia dla najlepszego europejskiego zawodnika.

## Kariera reprezentacyjna
Uczestniczył w 2005 r. mistrzostwach świata U-19 rozegranych w Południowej Afryce, a w 2007 r. także w Pucharze Sześciu Narodów dla drużyn U-21. W 2006 roku zagrał również w akademickiej kadrze Francji w meczu przeciwko Hiszpanii.
Został tysięcznym reprezentantem Francji, kiedy zadebiutował w seniorskiej kadrze narodowej meczem z Irlandią 9 lutego 2008, zastępując w składzie na ten mecz kontuzjowanego Elvisa Vermulena. Zagrał w tym turnieju jeszcze w dwóch meczach, po czym został wybrany na letnie i jesienne mecze przeciw drużynom z południowej półkuli. Powołania otrzymał również w następnym roku – zagrał w pierwszej połowie sezonu w czterech spotkaniach Pucharu Sześciu Narodów 2009 oraz w czerwcowych meczach przeciw Nowej Zelandii.
W listopadzie 2009 roku został wybrany graczem meczu przeciwko ówczesnym mistrzom świata. Kilka dni później na treningu doznał kontuzji, która wykluczyła go z dalszych spotkań. Ominęło go powołanie na Puchar Sześciu Narodów 2010 i pojawił się w reprezentacji dopiero na tournée po południowej półkuli osiem miesięcy później. Swoją postawą nie zaimponował sztabowi szkoleniowemu kadry, nie zagrał więc ani w kończących rok spotkaniach, ani w Pucharze Sześciu Narodów 2011.
Został niespodziewanie zgłoszony do składu na Puchar Świata w Rugby 2011. Zagrał w trzech meczach turnieju zakończonego zdobyciem przez Francję srebrnego medalu, a w spotkaniu z Kanadą otrzymał tytuł najlepszego gracza meczu. W kolejnych sezonach stał się podstawowym zawodnikiem kadry.

## Osiągnięcia
- Puchar świata w rugby: 2. miejsce – 2011
- Puchar Heinekena: zwycięstwo – 2009/10
- Top 14: zwycięstwo – 2010/11, 2011/12